# Pneumologia

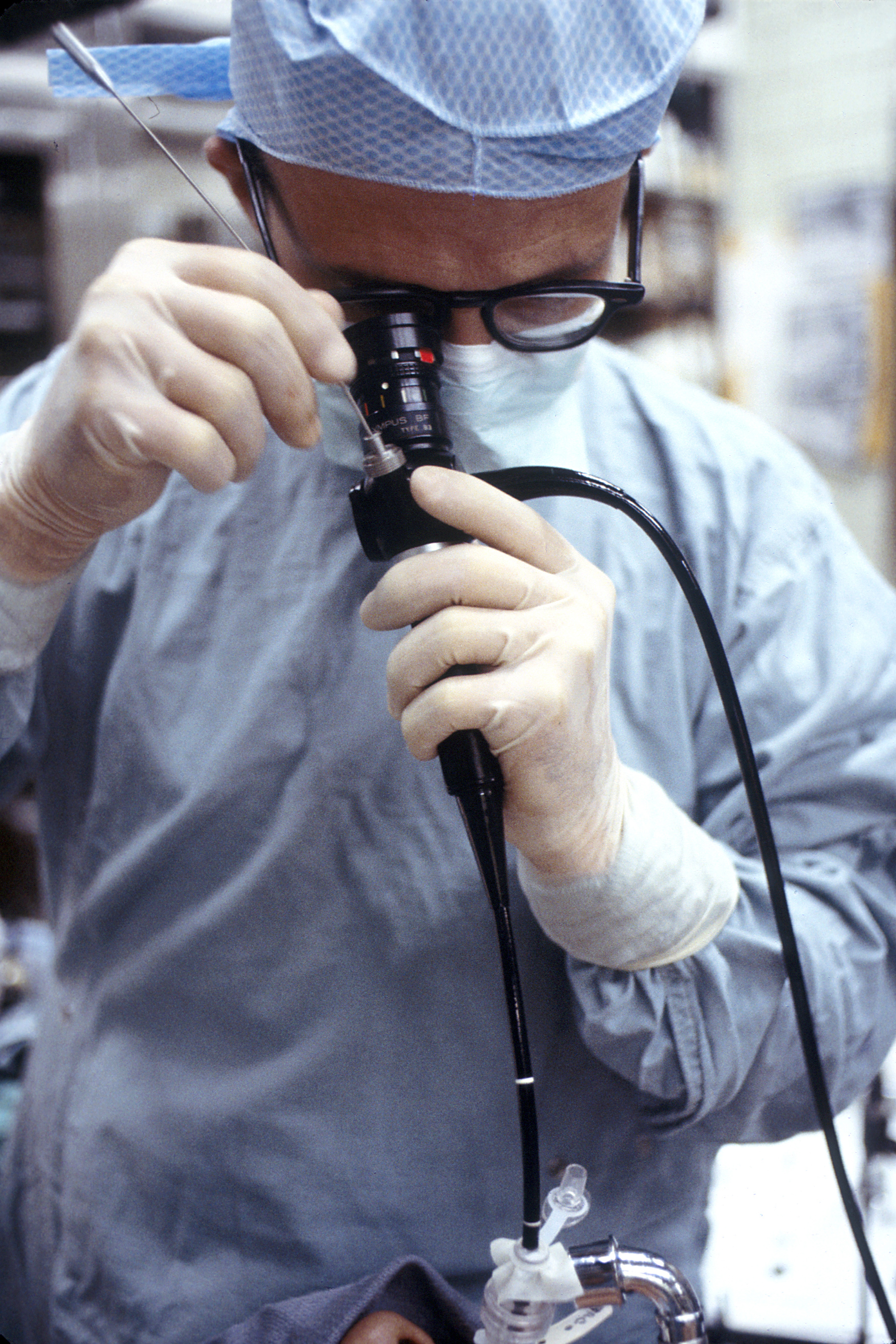
Metge realitzant una broncoscòpia.

La pneumologia és l'especialitat mèdica que s'encarrega de les malalties dels pulmons i del tracte respiratori. Generalment, es considera una branca de la medicina interna, encara que es relaciona íntimament amb la medicina intensiva, ja que tracta els pacients que requereixen ventilació mecànica. La cirurgia de la zona respiratòria la realitzen els cirurgians toràcics. Els metges especialistes en aquesta àrea s'anomenen pneumòlegs.

## Història
El seu desenvolupament històric s'inicia a principis del segle XIX amb els treballs de René Théophile Hyacinthe Laennec, metge francès inventor de l'estetoscopi.
Un dels primers grans descobriments rellevants al camp de la pneumologia va ser el descobriment de la circulació pulmonar. Originalment, es pensava que la sang que arribava al costat dret del cor passava a través de petits "porus" al septum al costat esquerre per ser oxigenada, com va teoritzar Galeno; tanmateix, el descobriment de la circulació pulmonar refutà aquesta teoria, que havia estat acceptada prèviament des del segle II. L'anatomista i fisiòleg del segle XIII Ibn Al-Nafis va teoritzar amb precisió que no hi havia pas "directe" entre els dos costats (ventricles) del cor. Creia que la sang havia de passar per l'artèria pulmonar, a través dels pulmons, i tornar al cor per ser bombada per tot el cos. Molts consideren que aquesta és la primera descripció científica de la circulació pulmonar.
Encara que la medicina pulmonar no va començar a evolucionar com a especialitat mèdica fins a la dècada de 1950, William Welch i William Osler van fundar l'organització "matriu" de la Societat Toràcica Americana, l'Associació Nacional per a l'Estudi i la Prevenció de la Tuberculosi. La cura, tractament i estudi de la tuberculosi pulmonar es reconeix com una disciplina per dret propi, la fisiologia. Quan l'especialitat va començar a evolucionar, s'estaven realitzant diversos descobriments que relacionaven el sistema respiratori i el mesurament dels gasos en sang arterial, cosa que va atreure cada vegada més metges i investigadors al camp en desenvolupament.

## La pneumologia i la seva rellevància en altres camps mèdics
La cirurgia de les vies respiratòries generalment la realitzen especialistes en cirurgia cardiotoràcica (o cirurgia toràcica), tot i que els pneumòlegs poden realitzar procediments menors. La pneumologia està estretament relacionada amb la medicina de cures intensives quan es tracta de pacients que requereixen ventilació mecànica. Com a resultat, molts pneumòlegs estan certificats per practicar medicina de cures intensives a més de medicina pulmonar. Hi ha programes de beques que permeten als metges obtenir la certificació en medicina pulmonar i de cures intensives simultàniament. La pneumologia intervencionista és un camp relativament nou dins de la medicina pulmonar que tracta l'ús de procediments com la broncoscòpia i la pleuroscòpia per tractar diverses malalties pulmonars. La pneumologia intervencionista és cada cop més reconeguda com una especialitat mèdica específica.

## Diagnòstics
En general, la meitat de tots els diagnòstics es poden fer amb un historial mèdic curós, i les malalties del pulmó no són una excepció. El pneumòleg condueix una revisió general i se centra en: malalties hereditàries que afectin els pulmons, exposició a toxines (tabaquisme, pneumoconiosis, etc.) i exposició a agents infecciosos.
El diagnòstic físic és molt important: inspecció amb les mans per buscar signes de malalties, palpació dels ganglis limfàtics cervicals, la tràquea i el pit, percussió dels camps del pulmó i auscultació dels camps del pulmó. Existeixen nombres malalties cardíaques que donen determinats símptomes als pulmons, per això també se solen incloure revisions cardíaques.
Altres mètodes diagnòstics inclouen:
- Anàlisi clínica, es mesura el gas en sang.
- Espirometria, la determinació de la capacitat pulmonar.
- Broncoscòpia.
- Radiografia de tòrax.
- Tomografia computada.
- Determinats mètodes de medicina nuclear.
- Tomografia per emissió de positrons.
- Pletismografia.

## Procediments

### Procediments clínics
Els procediments clínics pulmonars inclouen les següents proves i procediments pulmonars:
- Examen de laboratori clínic de sang (anàlisis de sang). De vegades també es requereixen proves de gasos en sang arterial.
- Espirometria: la determinació del flux d'aire màxim a un volum pulmonar determinat, mesurat respirant en una màquina dedicada; aquesta és la prova clau per diagnosticar l'obstrucció del flux d'aire.
- Proves de funció pulmonar, incloent-hi l'espirometria, com s'ha esmentat anteriorment, a més de la resposta als broncodilatadors, els volums pulmonars i la capacitat de difusió, sent aquesta última una mesura de l'àrea d'absorció d'oxigen pulmonar.
- Broncoscòpia[17] amb rentat broncoalveolar (BAL), biòpsia endobronquial i transbronquial i raspallat epitelial.
- Radiografies de tòrax[18]
- Tacografia computada[19]
- Gambeligrafia i altres mètodes de medicina nuclear.
- Tomografia per emissió de positrons[[20] (especialment en càncer de pulmó).
- Polisomnografia (estudis del son[21]), que s'utilitza habitualment per al diagnòstic de l'apnea del son.

### Procediments quirúrgics
Els procediments quirúrgics importants al cor i als pulmons els realitza un cirurgià toràcic. Els pneumòlegs sovint realitzen procediments especialitzats per obtenir mostres de l'interior del tòrax o de l'interior del pulmó. Utilitzen tècniques radiogràfiques per visualitzar la vasculatura dels pulmons i el cor per ajudar amb el diagnòstic.

## Tractaments
La medicació és el tractament més important en la majoria de les malalties pulmonars, a través d'inhaladors (com és el cas de broncodilatadors i els esteroides) o de forma oral (antibiòtics). Un exemple comú és l'ús d'inhaladors en el tractament d'afeccions pulmonars inflamatòries com l'asma o la malaltia pulmonar obstructiva crònica. L'oxigenoteràpia sovint és necessària en malalties respiratòries greus (emfisema i fibrosi pulmonar). Quan això és insuficient, el pacient pot requerir ventilació mecànica.
La rehabilitació pulmonar s'ha definit com un continu multidimensional de serveis dirigits a persones amb malalties pulmonars i les seves famílies, generalment per un equip interdisciplinari d'especialistes, amb l'objectiu d'aconseguir i mantenir el màxim nivell d'independència i funcionament de l'individu a la comunitat. La rehabilitació pulmonar té com a objectiu educar el pacient, la família i millorar la qualitat de vida i el prognosi general del pacient. Les intervencions poden incloure exercici, educació, suport emocional, oxigen, ventilació mecànica no invasiva, optimització de la neteja de les secrecions de les vies respiratòries, promoció del compliment de l'atenció mèdica per reduir el nombre d'exacerbacions i hospitalitzacions, i retorn a la feina i/o a una vida més activa i emocionalment satisfactòria. Aquests objectius són apropiats per a qualsevol pacient amb reserva respiratòria disminuïda, ja sigui a causa de malalties pulmonars obstructives o intrínseques (alteració de l'oxigenació) o debilitat neuromuscular (alteració ventilatoria). Un equip de rehabilitació pulmonar pot incloure un metge de rehabilitació, un especialista en medicina pulmonar, un assistent mèdic i professionals sanitaris aliats, com ara una infermera de rehabilitació, un terapeuta respiratori, un logopeda, un fisioterapeuta, un terapeuta ocupacional, un psicòleg i un treballador social, entre d'altres. A més, els jocs de respiració s'utilitzen per motivar els nens a realitzar rehabilitació pulmonar.

## Formació acadèmica

### Pneumòleg/a
En la majoria dels països, pneumòlegs són metges que, després de rebre un títol de medicina, completen la formació de residència en medicina interna, seguida d'almenys dos anys addicionals de formació de subespecialitat en pneumologia. Després de completar satisfactòriament una beca en medicina pulmonar, el metge pot presentar-se a l'examen de certificació del consell en medicina pulmonar. Després d'aprovar aquest examen, el metge és certificat com a pneumòleg. La majoria dels pneumòlegs completen tres anys de formació combinada de subespecialitat en medicina pulmonar i medicina de cures intensives.

### Pneumòleg pediàtric
Els pneumòlegs pediàtrics són metges que, després de rebre un títol de medicina, completen la formació de residència en pediatria, seguida d'almenys tres anys addicionals de formació de subespecialització en pneumologia. Els pneumòlegs pediàtrics tracten malalties de les vies respiratòries, els pulmons, la mecànica respiratòria i el sistema aerodigestiu.

## Malalties pneumològiques més freqüents
- Aspergil·losi bronco-pulmonar al·lèrgica
- Asma
- Malaltia pulmonar obstructiva crònica
- Emfisema
- Fibrosi quística
- Càncer de pulmó
- Pneumònia
- Pneumotòrax
- Embòlia pulmonar
- Fibrosi pulmonar
- Hipertensió pulmonar
- Sarcoïdosi
- Apnea del son